# Get It On (canción de T. Rex)
«Get It On» es una canción de la banda británica de glam rock T. Rex, lanzado en julio de 1971 como el segundo sencillo promocional del disco Electric Warrior, publicado meses más tarde. Cabe señalar que en los Estados Unidos se lanzó con el título de «Bang a Gong (Get It On)» para diferenciarse de la canción de mismo nombre de la banda Chase.
Es una de las canciones más exitosas de la agrupación, ya que alcanzó el primer lugar en la lista UK Singles Chart del Reino Unido, mientras que en los Estados Unidos llegó hasta el puesto 10 de los Billboard Hot 100, siendo la posición más alta para un trabajo de la banda en aquel país. Por su parte, con motivos de la celebración de los diez años de la muerte de Marc Bolan, en 1987 el productor Tony Visconti lo remasterizó y se relanzó como sencillo en el Reino Unido, en donde obtuvo el puesto 54 en mayo del mismo año. Además, en el 2007 se volvió a lanzar en el país británico, donde volvió a entrar en los UK Singles Chart en el puesto 61.
Con el pasar de los años distintas bandas han versionado la canción, entre ellos Carlos Santana, Blondie, Cinema Bizarre y The Power Station, quien la lanzó como sencillo en 1985.

## Antecedentes
«Get It On» se grabó en los Trident Studios de Londres y contó con la participación especial de Mark Volman y Howard Kaylan en coros, Ian McDonald de King Crimson en el saxofón y de Rick Wakeman en el piano y órgano. Según el escritor Mark Paytress, ambos pianistas pudieron haber tocado partes separadas de la canción, con Wakeman aportando los glissandos que aparecen varias veces a lo largo del tema y Weaver interpretando el resto. Años más tarde en el programa especial «The Birth of Glam» de la radio BBC Radio 2, Wakeman comentó que por ese tiempo estaba desesperado por pagar el alquiler y que luego de conversar con Marc Bolan en el Oxford Street concordaron que él participaría en la canción. Tras escucharla, Wakeman concluyó que no era necesario incluir un piano, pero Tony Visconti le dijo que podría agregar un gliss para que él participara. A pesar de que Wakeman no estaba muy conforme, Bolan le dijo que debía participar si quería pagar el alquiler. Al final, le cancelaron 9 libras esterlinas por sus servicios con lo que pagó su deuda.
De acuerdo a Bolan, escribió la canción como una manera de reminiscencia a la canción «Little Queenie» de Chuck Berry y el riff principal fue inspirado en las melodías de él. Incluso unas de las frases de la canción de Berry, «and meanwhile, i'm still thinking» se menciona casi al terminar «Get It On». Por otro lado, se considera que la canción provocó el término de la relación de amistad de Bolan con John Peel, quien había colaborado en otros temas anteriores de la banda, ya que el locutor declaró al aire en su programa radial su enojo con «Get It On». Según Peel, ellos solo hablaron solo una vez más antes que Bolan falleciera en 1977.

## Lista de canciones
| N.º | Título      | Duración |  |
| 1.  | «Get It On» | 4:25     |  |
| 2.  | «Raw Ramp»  | 4:14     |  |

## Posicionamiento en listas
| País           | Lista                    | Máxima posición |
| -------------- | ------------------------ | --------------- |
| Reino Unido    | UK Singles Chart         | 1               |
| Irlanda        | Irish Singles Chart      | 1               |
| Francia        | French Singles Chart     | 1               |
| Suiza          | Swiss Singles Chart      | 3               |
| Alemania       | German Singles Chart     | 4               |
| Noruega        | Norwegian Singles Chart  | 6               |
| Bélgica        | Ultratop 40 Singles      | 6               |
| Canadá         | Canadian Hot 100         | 8               |
| Estados Unidos | Billboard Hot 100        | 10              |
| Australia      | Australian Singles Chart | 11              |
| Países Bajos   | Dutch Singles Chart      | 15              |
| Polonia        | Polish Singles Chart     | 32              |

## Certificaciones
| País        | Organismo certificador | Certificación | Ventas certificadas | Ref.  |
| ----------- | ---------------------- | ------------- | ------------------- | ----- |
| Reino Unido | BPI                    | Platino       | 600 000             | [ 7 ] |

## Músicos
- Marc Bolan: voz principal y coros, guitarra eléctrica
- Steve Currie: bajo
- Bill Legend: batería y pandereta

Músicos invitados
- Mark Volman y Howard Kaylan: coros
- Rick Wakeman: piano y órgano
- Ian McDonald: saxofón alto y saxofón barítono
- Tony Visconti: sección de cuerdas